# Françoise de Bourbon-Vendôme
Françoise de Bourbon-Vendôme, född 1539, död 1587, var en fransk regent. Hon var regent av furstendömet Sedan som förmyndare för sin son Guillaume-Robert de La Marck från 1574 till 1583. Hon var dotter till Louis III av Montpensier och Jacqueline de Longwy och gifte sig 1559 med Henri-Robert de La Marck.